# B-cell
B-lymfocyter, B-cell, är en typ av vit blodkropp som bildas av hematopoetiska stamceller i benmärgen. På B-lymfocyternas yta finns speciella receptorer, så kallade immunoglobuliner av homogen specificitet, det vill säga alla immunoglobuliner binder till samma typ av antigen. När B-celler differentierar till plasmaceller kan dessa frisätta de antigenbindande receptorerna, som då kallas antikroppar och är inte längre bundna till B-cellens yta. Det humorala immunförsvaret som bekämpar främmande ämnen som befinner sig utanför cellen är baserat på B-cellerna.
När B-cellen binder det antigen som passar till cellens membranbundna antikroppar genomgår cellen klonal expansion. Det innebär att cellen multiplerar till många identiska B-celler som alla har förmåga att producera den specifika antikropp som bundit till antigenet. Under denna celldelning sker även mutationer som både kan ge ökad och minskad affinitet. Men eftersom ökad specificitet leder till starkare bindning vilket i sin tur leder till en starkare tillväxtsignal för B-cellen kommer det totalt att ske en affinitetsökning av B-cellerna.
Allelisk exklusion är en viktig process som leder till att en B-cell uttrycker antikroppar specifika för ett antigen. Det som sker är att då en fungerande föregångare till antikroppen bildats genom rekombination av gener i en allel, hindras rekombinationen av generna för antikroppar på den andra allelen. Resultatet blir att en antigenspecifik antikropp uttrycks.    
En plasmacell är en högspecialiserad B-lymfocyt med mycket effektiv produktion av antikroppar, och kan betraktas som ett slutstadium för B-cellens differentiering. Plasmaceller producerar fria antikroppar vilket är antigenbindande receptorer utan den del av proteinet som normalt fäster det vid B-cellens cellmembran.
En B-cell som bundit till en främmande mikrob fungerar som en antigenpresenterande cell genom att den visar upp mikroben för T-hjälparceller som därmed aktiveras vilket innebär att fler CD40-ligander uttrycks på T-hjälparcellen och produktion av cytokiner. Detta i sin tur aktiverar B-cellen så att den förökar sig och frigör antikroppar. 
Vissa B-celler profilieras dessutom till minnesceller - plasmaceller med ett mycket stort antal antikroppar för det antigen B-cellen binder till. Dessa minnesceller kommer att finnas kvar i blodomloppet och speciellt, i lymfnoder, efter primärinfektionen. Dessa B-minnesceller kan mycket snabbt aktiveras om samma antigen åter kommer in i organismen. Detta är förklaringen till varför en sekundär infektion alltid är lindrigare och kan till och med vara helt symtomlös. Minneskapaciteten är alltså mekanismen bakom immunitet mot, exempelvis, säsongsinfluensa. 
Benämningen B-cell kommer ursprungligen från att den hos fåglar tillverkas i bursa fabricii. Hos människor och andra däggdjur tillverkas B-cellen i benmärgen, varefter B:et kom att stå för benmärg.